# 三戶舜介
三戶舜介（日语：三戸 舜介，2002年9月28日—）是一名日本足球運動員，司職中場，目前效力於荷兰足球甲级联赛的鹿特丹斯巴達。

## 外部連結
- J.League （页面存档备份，存于）
- 三戶舜介的X（前Twitter）